# Hagerman (Nowy Meksyk)
Hagerman – miasto w Stanach Zjednoczonych, w stanie Nowy Meksyk, w hrabstwie Chaves.